# 孙德和
孙德和（1911年8月21日—1981年7月21日），男，安徽桐城人，中国钢铁冶金学家。曾任冶金工业部北京钢铁设计研究院副总工程师、教授。

## 生平
1934年毕业于清华大学。1938年获德国柏林高等工业学院工程师学位，1943年获阿亨工科大学博士学位。1955年选聘为中国科学院院士（学部委员）。